# Гвоздикова, Наталья Фёдоровна
Ната́лья Фёдоровна Гво́здикова (род. 7 января 1948, Борзя, Читинская область, СССР) — советская и российская актриса театра и кино; народная артистка РФ (2013), лауреат Государственной премии СССР (1978).

## Биография

### Ранние годы
Родилась 7 января 1948 года в посёлке (с 1950 года город) Борзя Читинской области. Отец — Фёдор Титович Гвоздиков. Мать — Нина Николаевна Гвоздикова (умерла в 2005 году).
Окончила Всесоюзный государственный институт кинематографии (ВГИК) по специальности артистка театра и кино (1967—1971 гг., актёрская мастерская народных артистов СССР Сергея Герасимова и Тамары Макаровой).

### Карьера
В 1971—1993 годах — артистка Театра-студии киноактёра.
В 1978 году за работу в фильме «Рождённая революцией» была удостоена Государственной премии СССР. В 1983 году присвоено звание заслуженной артистки РСФСР. Член Союза кинематографистов СССР с 1976 года. Действительный член Академии «НИКА» с 1993 года.

### Личная жизнь
Муж — Евгений Ильич Жариков (1941—2012), киноактёр, народный артист РСФСР (1989). Сын — Фёдор Евгеньевич Жариков (1976). Сестра — Людмила Фёдоровна Гвоздикова (1941 г. р.), актриса Ленинградского государственного театра миниатюр под руководством Аркадия Райкина.
Брак с актёром Евгением Жариковым был зарегистрирован после годичного знакомства на съёмках фильма «Рождённая революцией». По сценарию фильма они тоже были супругами. 2 августа 1976 года родился сын Фёдор Жариков, который окончил институт иностранных языков, получил офицерское звание, стал переводчиком французского языка, ныне работает начальником службы информационной безопасности в самолётостроении.
У него был роман с журналисткой Татьяной Секридовой, которая родила ему сына Сергея и дочь Катю. После того, как Секридова во всеуслышание объявила об этой связи, Жариков прекратил отношения, впоследствии высказывался о них с сожалением и раскаянием. Гвоздикова не подала на развод.

## Фильмография
- 1969 — Белые дюны — девушка
- 1970 — Город первой любви — Таня Преображенская
- 1971 — У озера — эпизод
- 1971 — Ох уж эта Настя! — Света Рябинина, сестра Насти
- 1972 — Пётр Рябинкин — Зинаида Егоркина, разметчица
- 1972 — Печки-лавочки — Наташа
- 1973 — Калина красная — телефонистка
- 1973 — Большая перемена — Полина
- 1973 — За облаками — небо — Нюся
- 1973 — Берега — Наташа
- 1974 — 1977 — Рождённая революцией — Маша
- 1974 — Возле этих окон — Нина Лагутина
- 1974 — Потому что люблю — Вера
- 1975 — Дума о Ковпаке — Тоня
- 1976 — Преступление — Светлана, дочь Каретникова, сестра Володи
- 1978 — Последний шанс
- 1979 — Мой генерал — Ольга
- 1980 — Опасные друзья — Татьяна
- 1981 — Любовь моя вечная
- 1983 — Семь часов до гибели — Ирина Шульгина
- 1984 — Тихие воды глубоки — мама Михаила
- 1986 — Тайны мадам Вонг — бортпроводница
- 1986 — На перевале — Ксения
- 1991 — Ночь самоубийцы
- 1995 — Барышня-крестьянка — барыня-соседка
- 1996 — Ночь жёлтого быка
- 2002 — За тридевять земель — Лена Степанна
- 2003 — 2004 — Улица Сезам — тётя Полина
- 2004 — Парни из стали — Валентина
- 2009 — Однажды будет любовь — Елена Васильевна
- 2010 — Нежданная любовь / Pozdnyaya lyubov — Люба
- 2011 — Русская наследница — Надежда Щебетина
- 2012 — Нелюбимая — Ольга, мать Никиты
- 2018 — Овраг — Лина Андреевна Матвеева, бабушка Ксении
- 2019 — Курьёзы
- 2021 — Кулагины — Союзова

### Документальные фильмы
- «Наталья Гвоздикова и Евгений Жариков. „Рождённые революцией“» («Первый канал», 2006)[5][6]
- «Наталья Гвоздикова. „Любить — значит прощать“» («Первый канал», 2013)[7][8]
- «Наталья Гвоздикова. „Рождённая любить. Рождённая прощать“» («Первый канал», 2018)[9][10]

## Награды и звания
- Государственная премия СССР (1978)
- Заслуженная артистка РСФСР (1984)
- Народная артистка Российской Федерации (8 апреля 2013 года) — за большие заслуги в области кинематографического, музыкального, театрального и хореографического искусства[11]
- премия МВД России ([источник не указан 1430 дней])